# Macroglossini
Macroglossini zijn een geslachtengroep van vlinders uit de onderfamilie Macroglossinae van de familie pijlstaarten (Sphingidae).

## Taxonomie
De volgende taxa z\ijn bij de geslachtengroep ingedeeld:
- Subtribus "Sphingonaepiopsis geslachtengroep"
  - Geslacht Neogurelca Hogenes & Treadaway, 1993
  - Geslacht Sphingonaepiopsis Wallengren, 1858
- Subtribus Acosmerygina Tutt, 1904
  - Geslacht Acosmeryx Boisduval, [1875]
  - Geslacht Dahira Moore, 1888
  - Geslacht Deidamia Clemens, 1859
  - Geslacht Micracosmeryx Mell, 1922
- Subtribus Choerocampina	Grote & Robinson, 1865
  - Geslacht Basiothia Walker, 1856
  - Geslacht Cechenena Rothschild & Jordan, 1903
  - Geslacht Cechetra Zolotuhin & Ryabov, 2012
  - Geslacht Centroctena Rothschild & Jordan, 1903
  - Geslacht Chaerocina Rothschild & Jordan, 1903
  - Geslacht Deilephila [Laspeyres], 1809
  - Geslacht Euchloron Boisduval, [1875]
  - Geslacht Griseosphinx Cadiou & Kitching, 1990
  - Geslacht Hippotion Hübner, [1819]
  - Geslacht Hyles Hübner, [1819]
  - Geslacht Pergesa Walker, 1856
  - Geslacht Phanoxyla Rothschild & Jordan, 1903
  - Geslacht Rhagastis Rothschild & Jordan, 1903
  - Geslacht Rhodafra Rothschild & Jordan, 1903
  - Geslacht Theretra Hübner, [1819]
  - Geslacht Xylophanes Hübner, [1819]
- Subtribus Clarinina Tutt, 1904
  - Geslacht Acosmerycoides Mell, 1922
  - Geslacht Ampelophaga Bremer & Grey, 1853
  - Geslacht Clarina Tutt, 1903
  - Geslacht Darapsa Walker, 1856
  - Geslacht Elibia Walker, 1856
  - Geslacht Enpinanga Rothschild & Jordan, 1903
- Subtribus Macroglossina	Harris, 1839
  - Geslacht Altijuba Lachlan, 1999
  - Geslacht Angonyx Boisduval, [1875]
  - Geslacht Antinephele Holland, 1889
  - Geslacht Atemnora Rothschild & Jordan, 1903
  - Geslacht Cizara Walker, 1856
  - Geslacht Daphnis Hübner, [1819]
  - Geslacht Eurypteryx Felder, C. & Felder, R., 1874
  - Geslacht Giganteopalpus Huwe, 1895
  - Geslacht Hayesiana Fletcher, 1982
  - Geslacht Hypaedalea Butler, 1877
  - Geslacht Leucostrophus Rothschild & Jordan, 1903
  - Geslacht Maassenia Saalmüller, 1884
  - Geslacht Macroglossum Scopoli, 1777
  - Geslacht Nephele Hübner, [1819]
  - Geslacht Pseudenyo Holland, 1889
  - Geslacht Pseudoangonyx Eitschberger, 2010
  - Geslacht Rethera Rothschild & Jordan, 1903
  - Geslacht Temnora Walker, 1856
  - Geslacht Temnoripais Rothschild & Jordan, 1903
  - Geslacht Tinostoma Rothschild & Jordan, 1903
  - Geslacht Zacria Haxaire & Melichar, 2003
- Subtribus Incertae Sedis
  - Geslacht Eupanacra Cadiou & Holloway, 1989
  - Geslacht Gnathothlibus Wallengren, 1858
  - Geslacht Microsphinx Rothschild & Jordan, 1903
  - Geslacht Odontosida Rothschild & Jordan, 1903

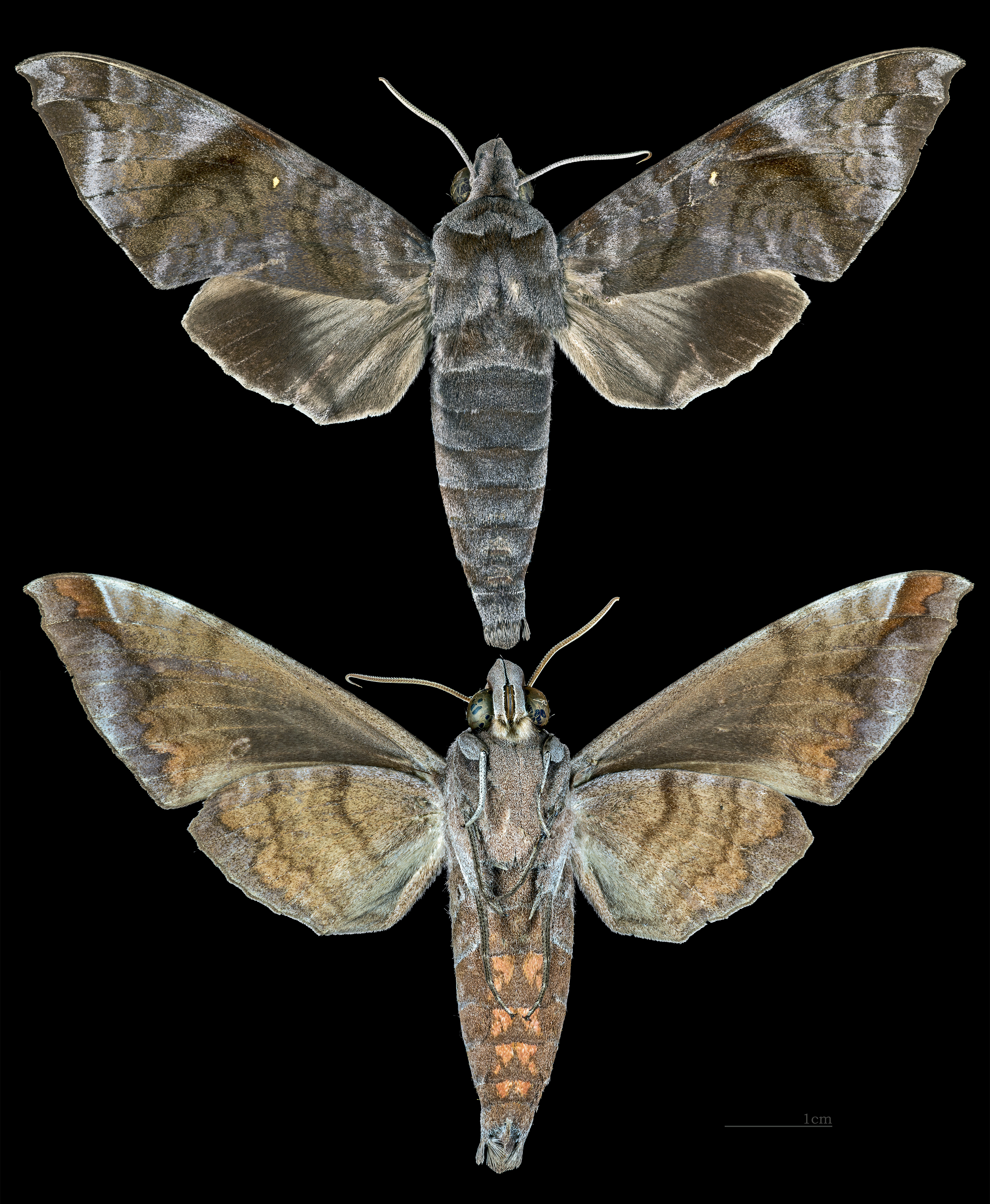
Acosmeryx
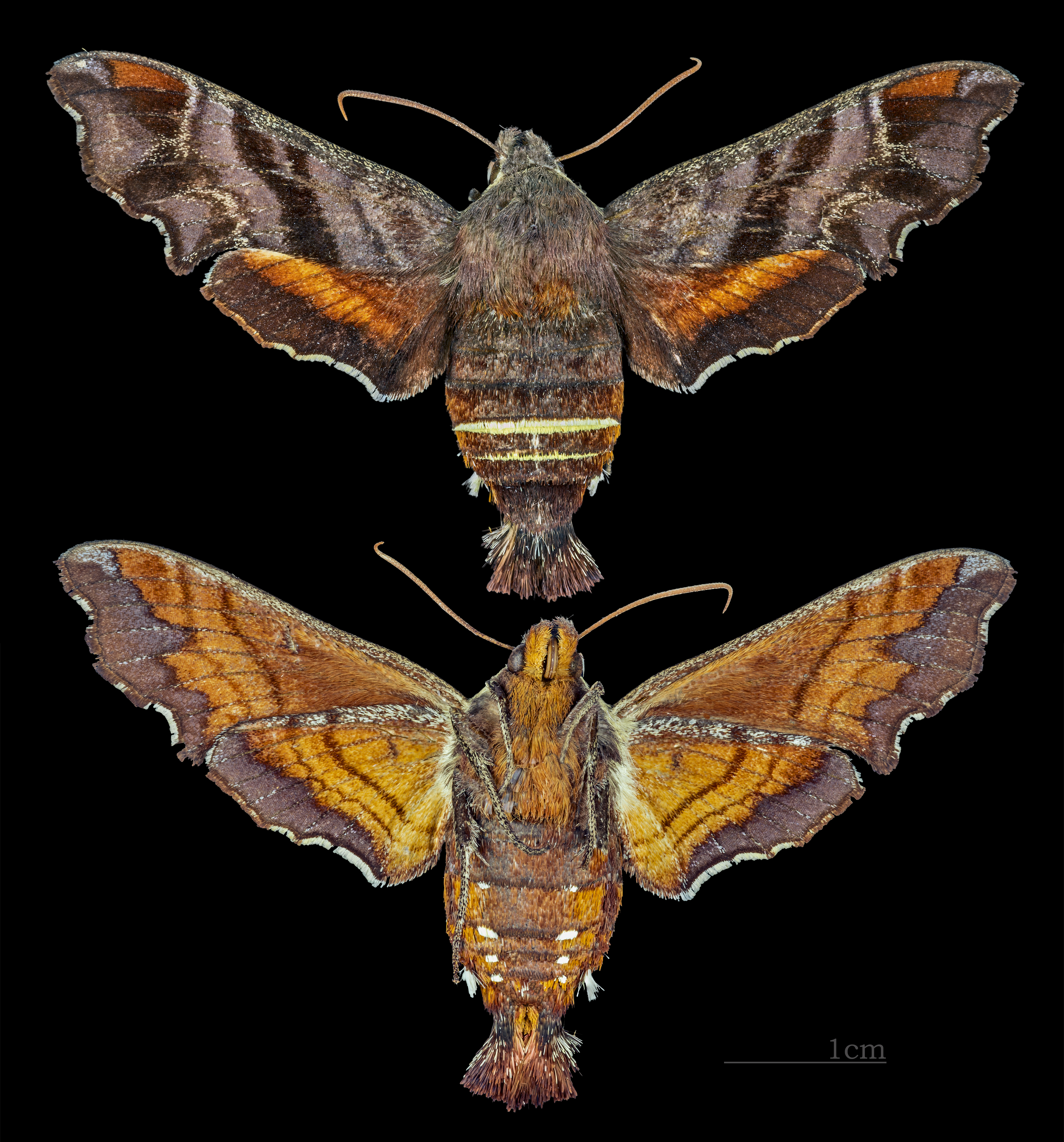
Amphion
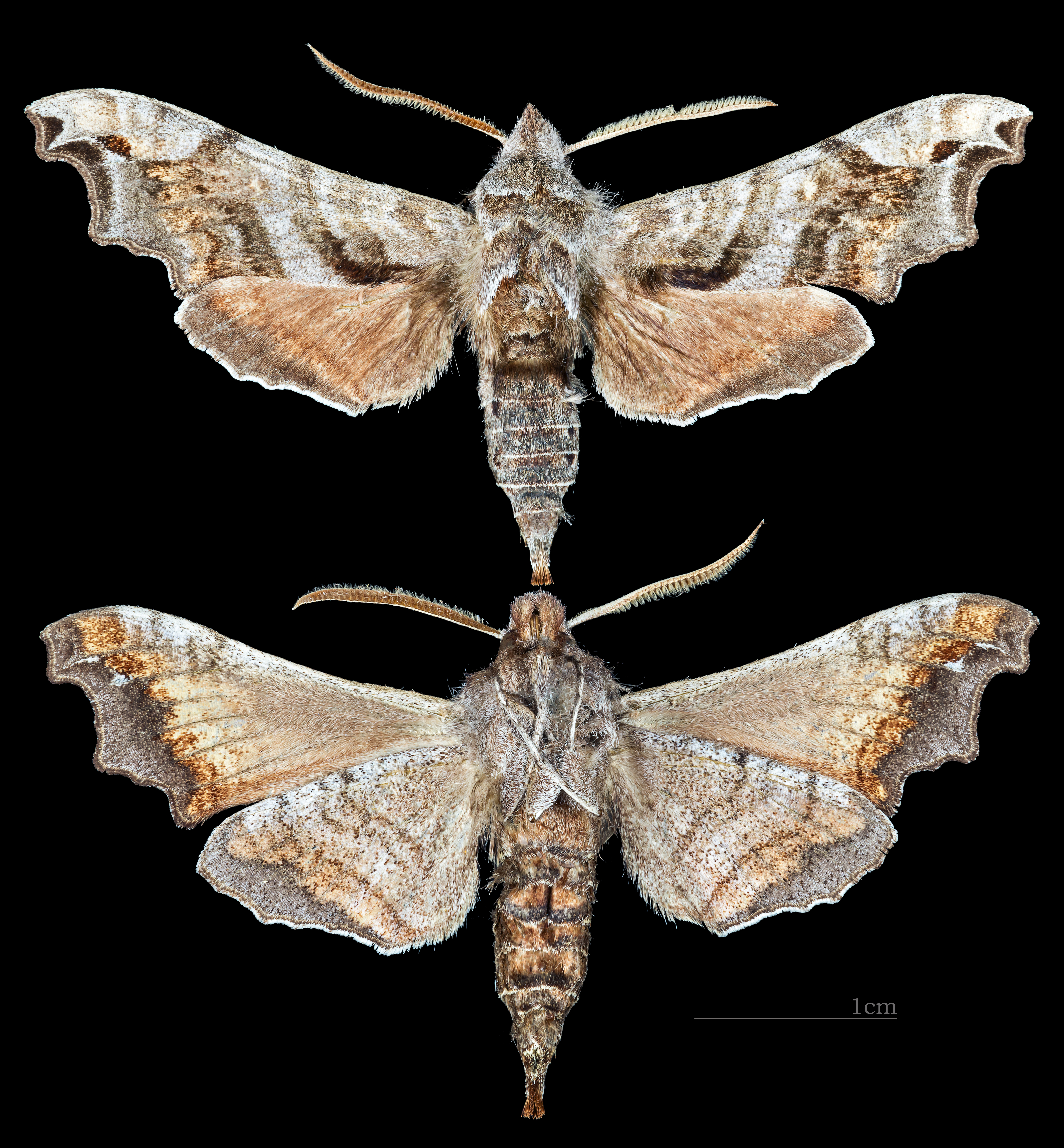
Deidamia
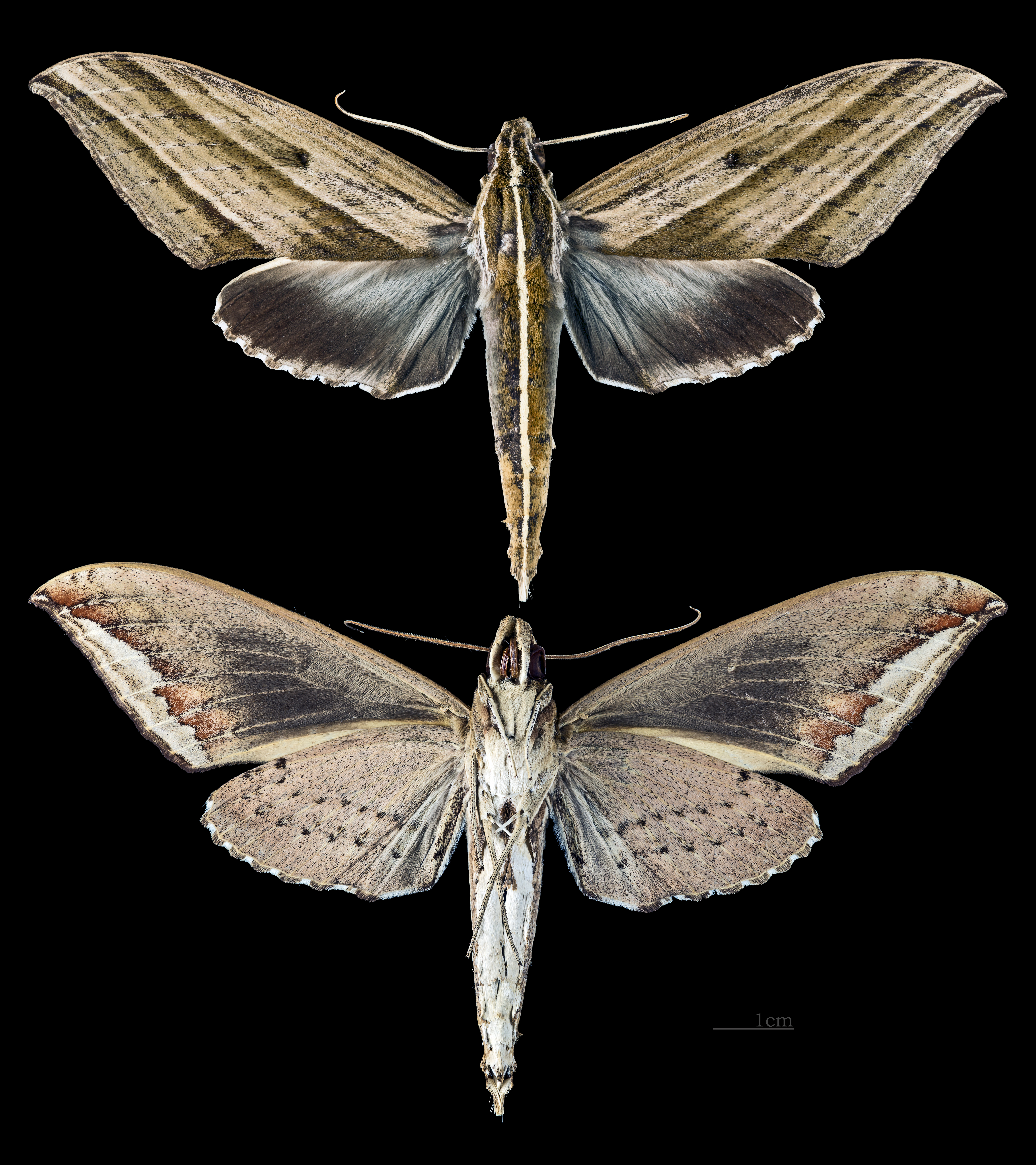
Elibia
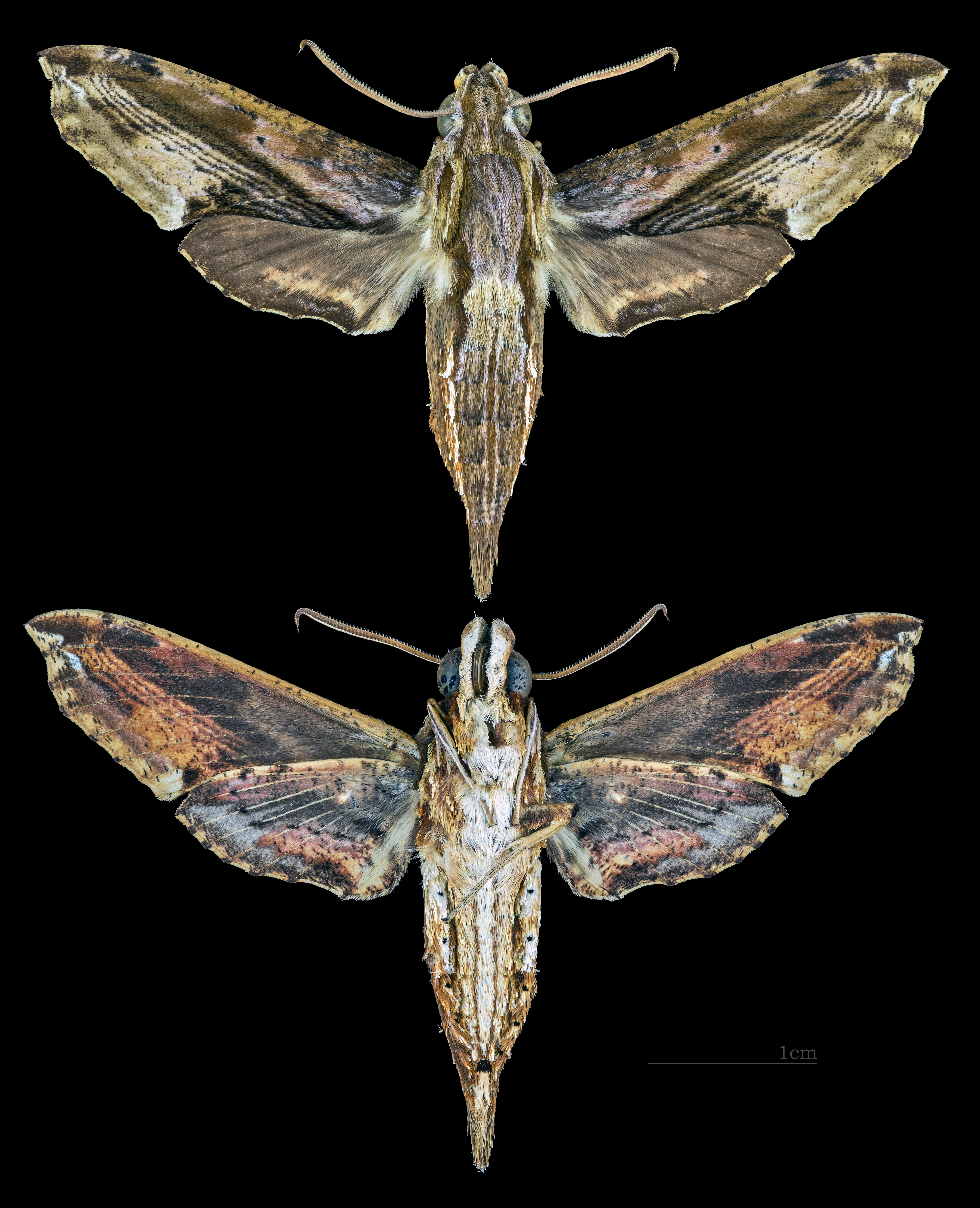
Eupanacra
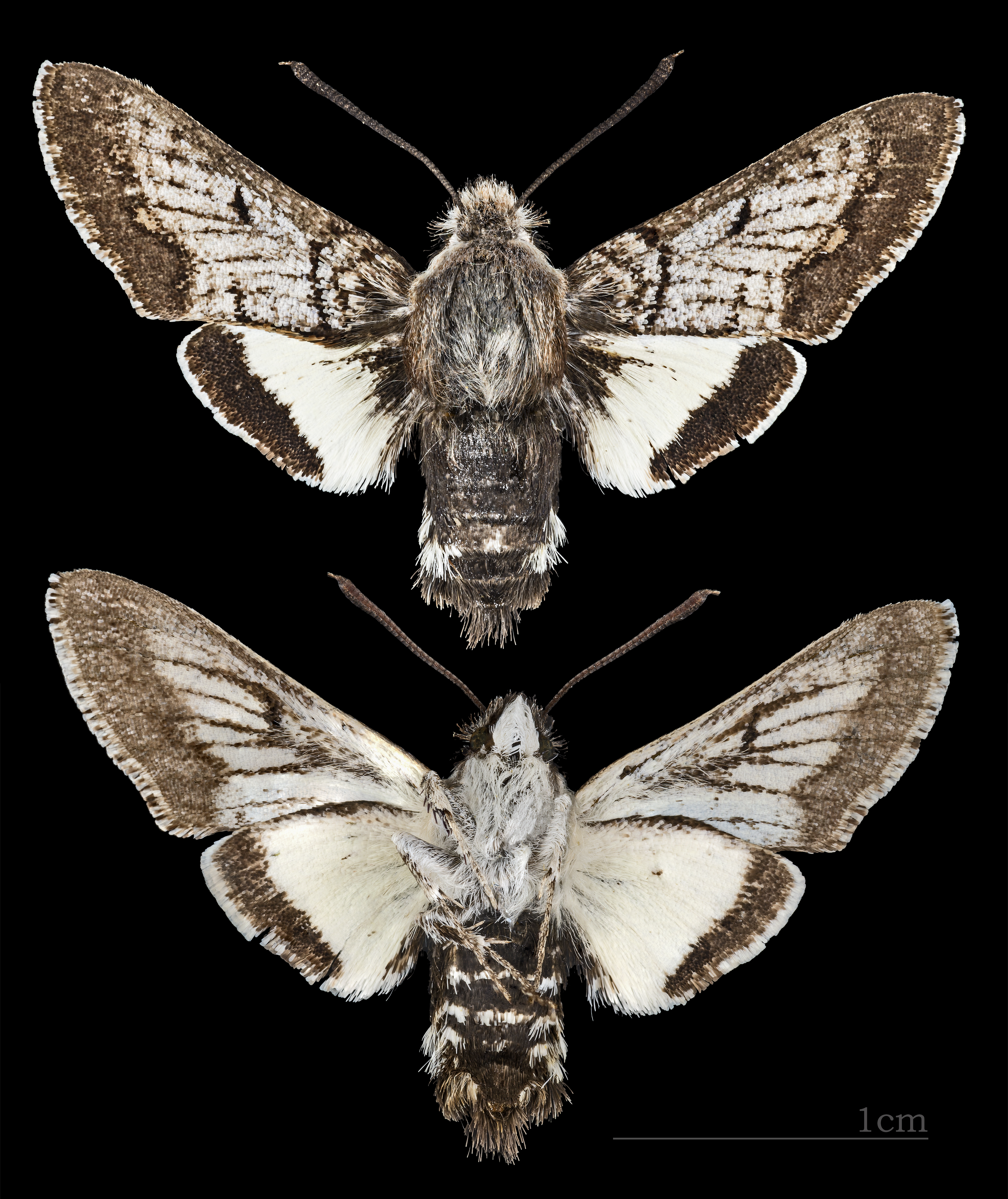
Euproserpinus
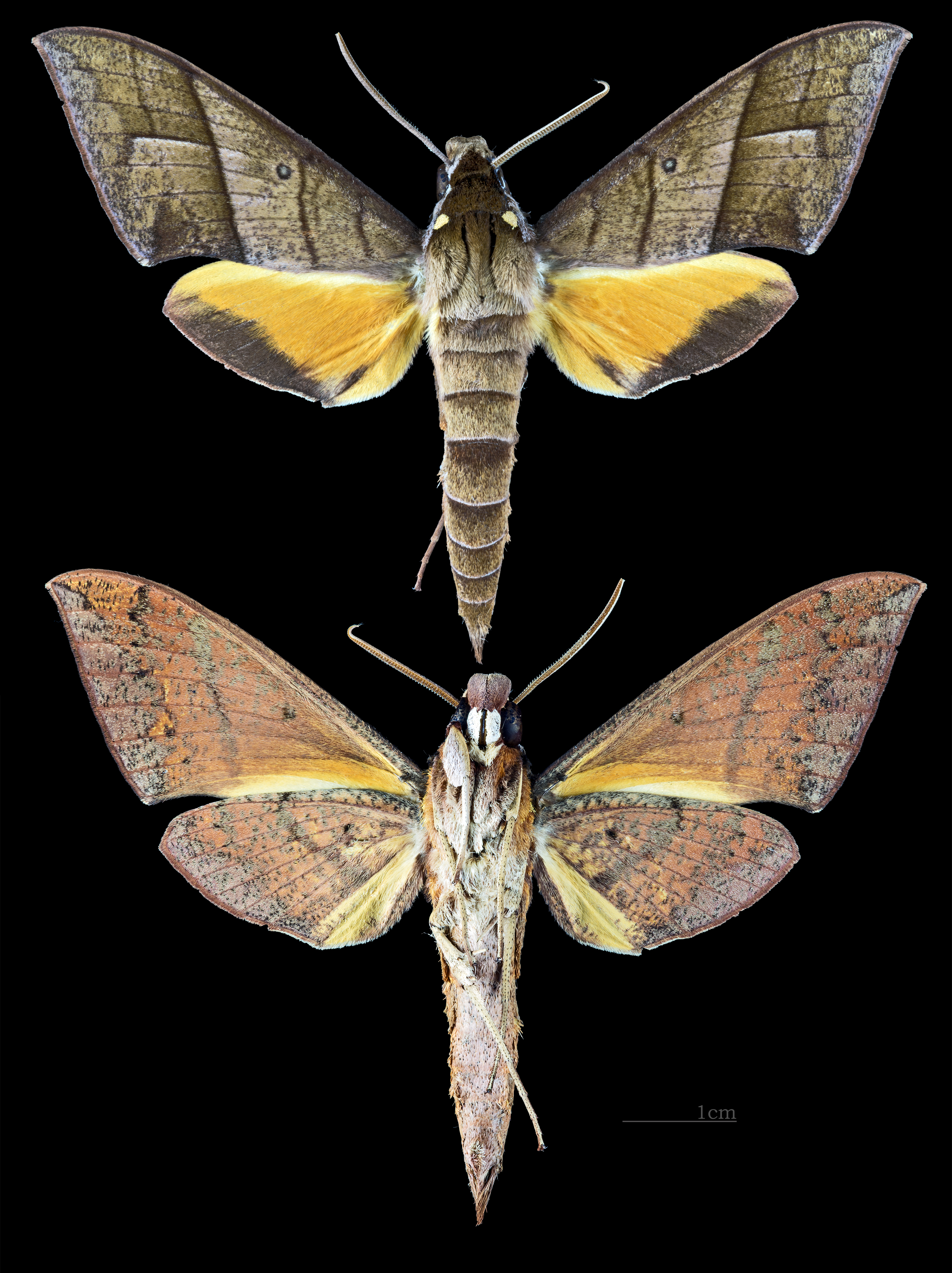
Gnathothlibus
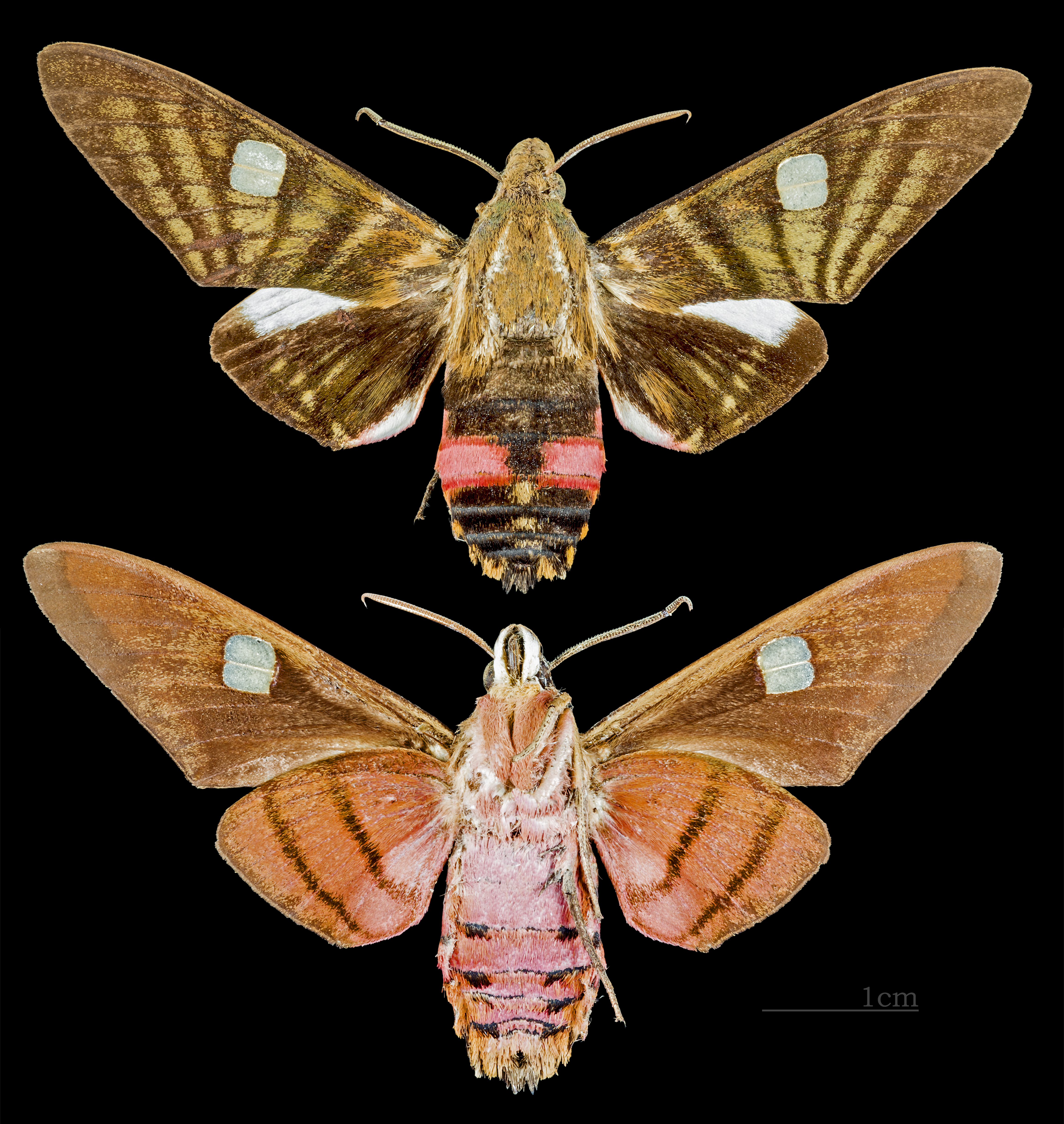
Hayesiana
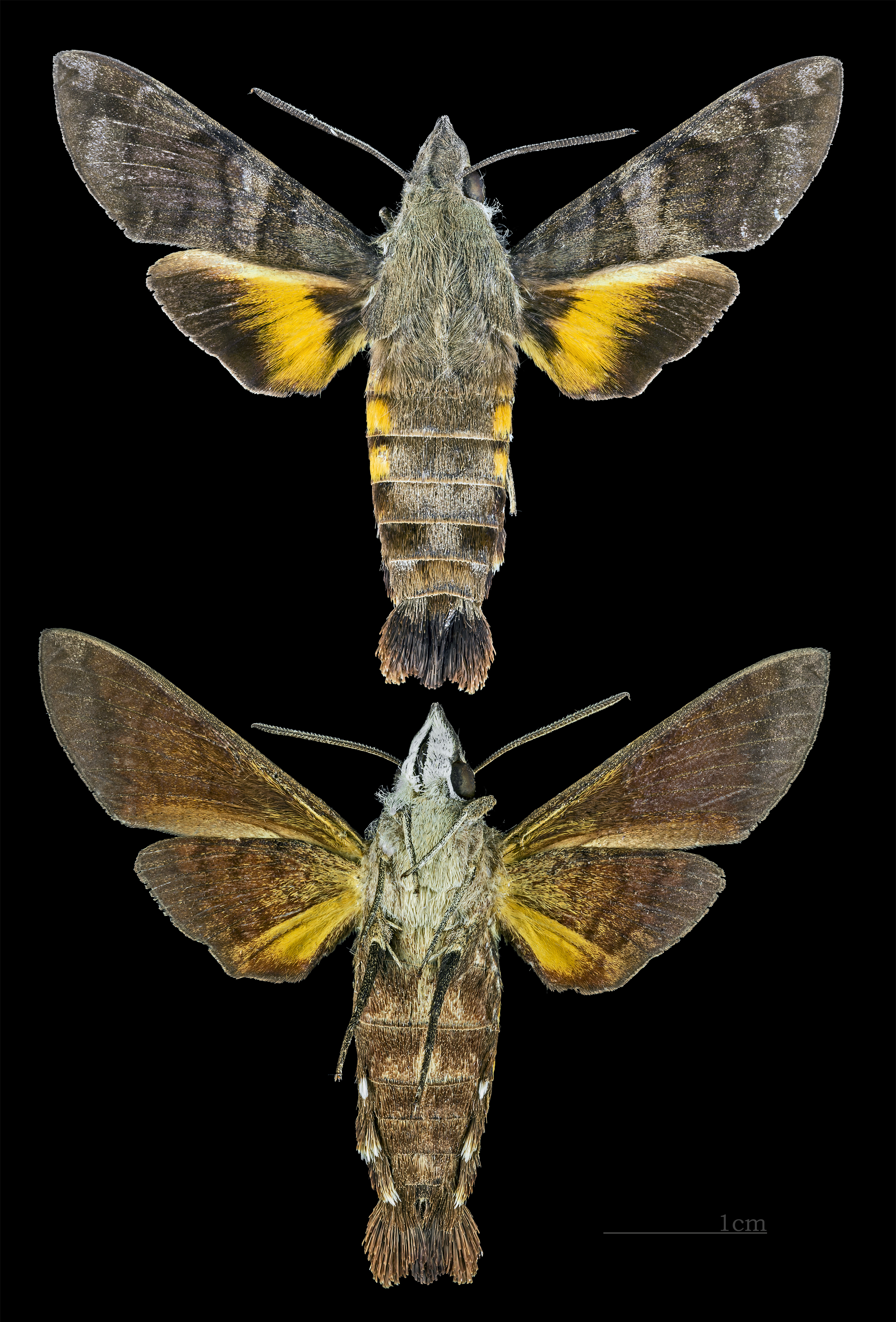
Macroglossum
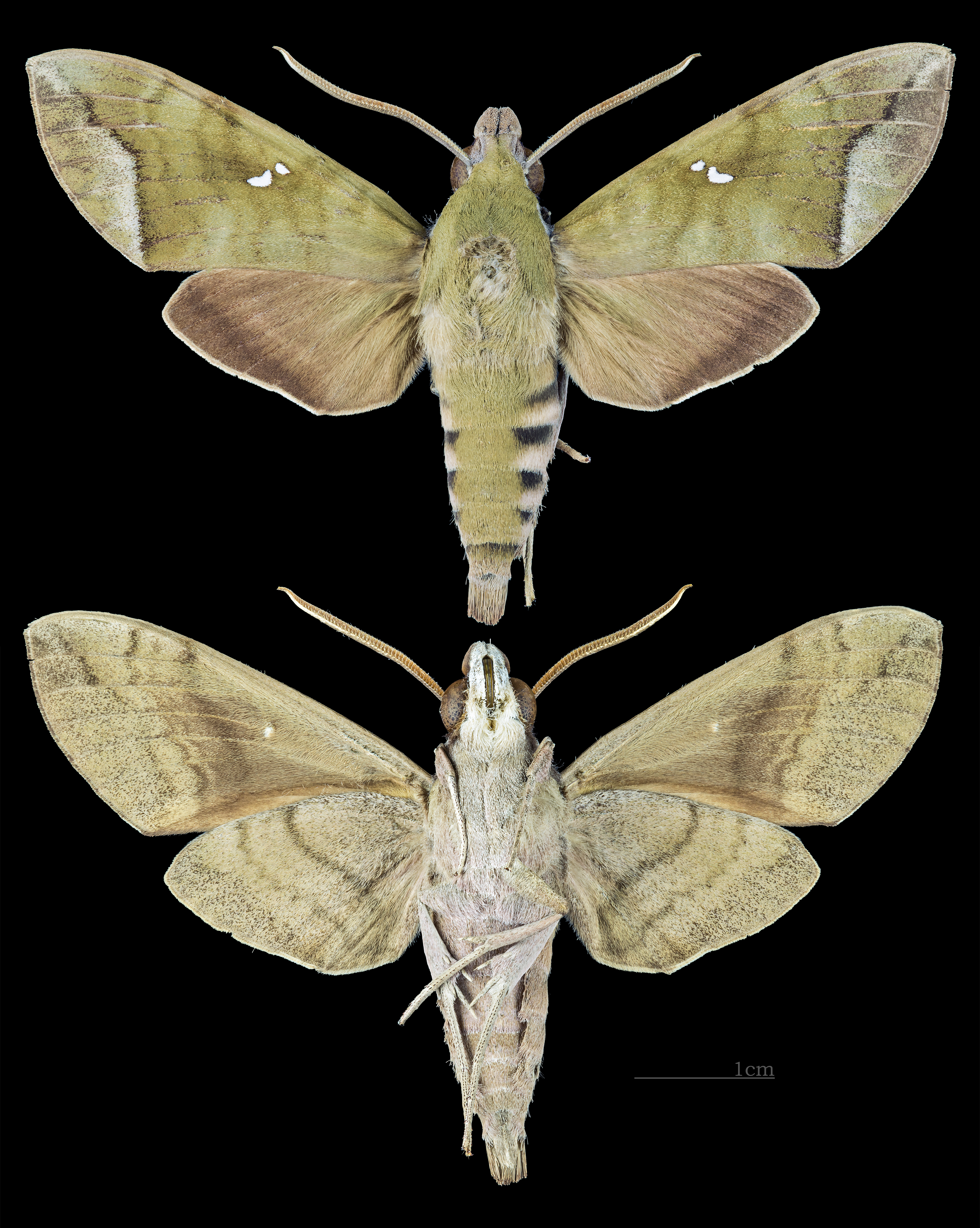
Nephele
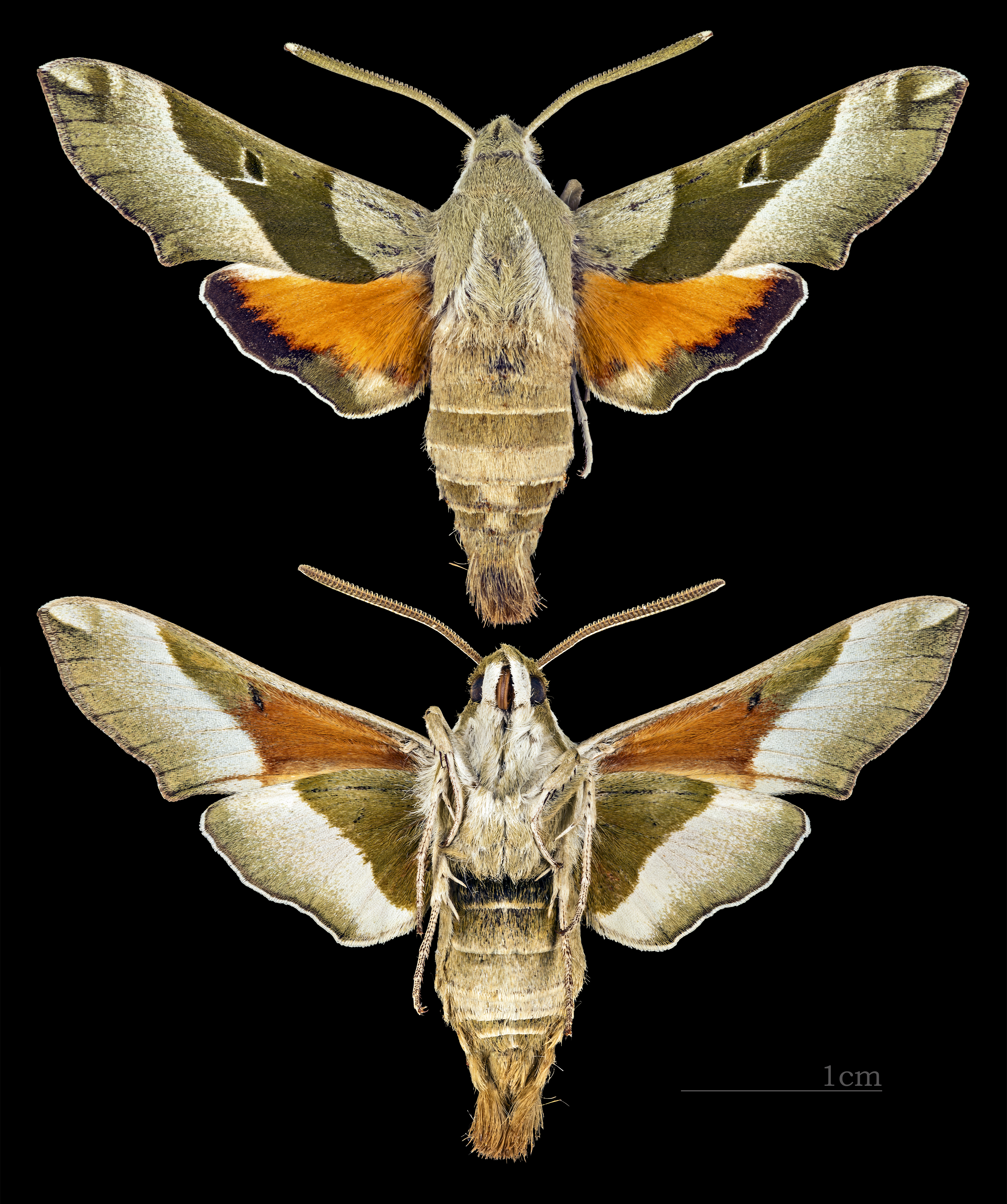
Proserpinus
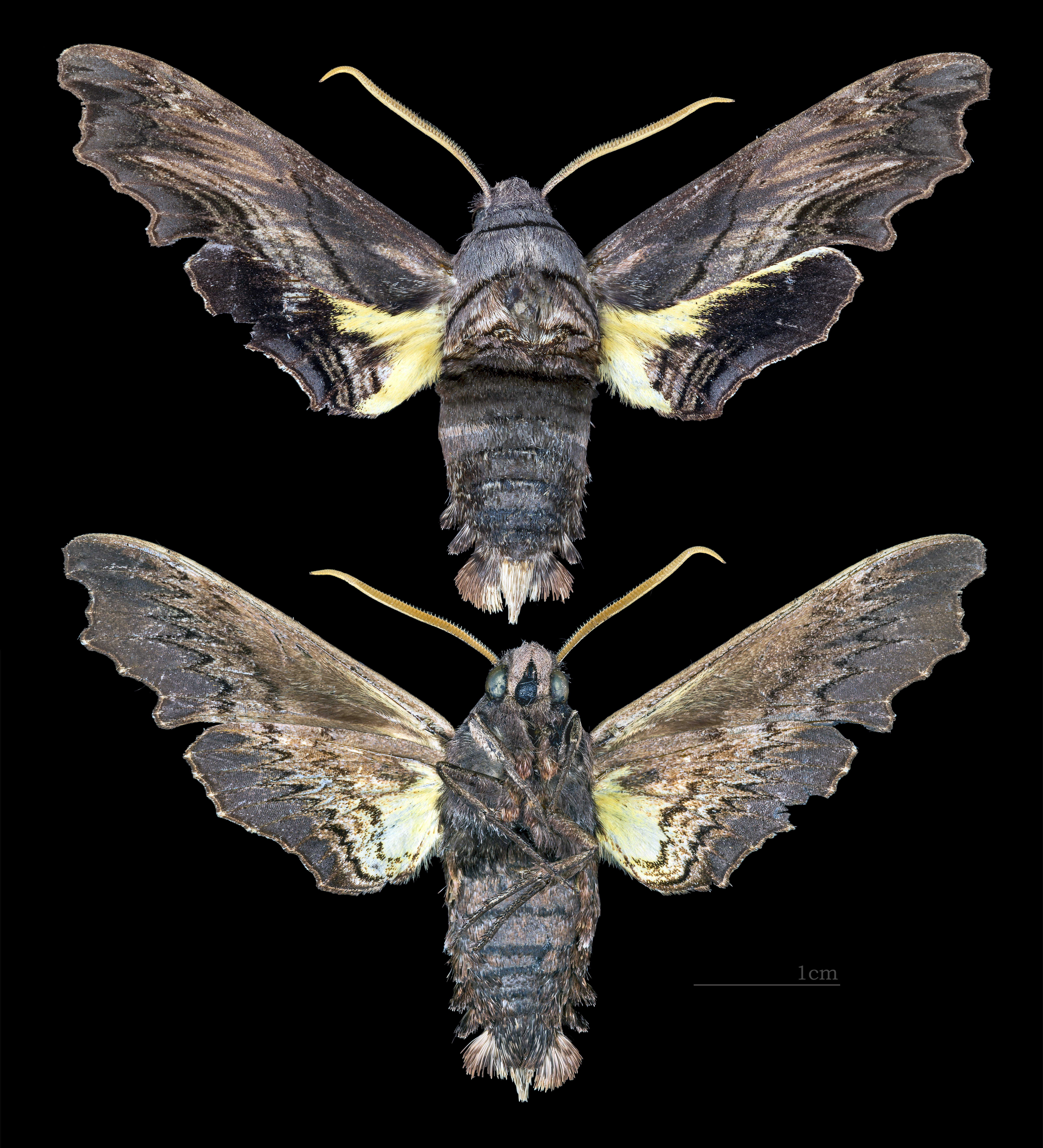
Sphecodina